# DANA
DANA (hiszp. depresión aislada en niveles altos) – zjawisko pogodowe zwane izolowana depresja na dużych wysokościach lub zimna kropla. To rodzaj burzy spowodowany przez zimne powietrze, które odłącza się od głównego prądu powietrznego na dużych wysokościach i przemieszcza się niezależnie. Gdy spotyka się ono z ciepłym i wilgotnym powietrzem na niższych poziomach atmosfery, może wywołać gwałtowne burze, silne opady deszczu, a nawet grad doprowadzając do osuwisk, szkód materialnych, awarii prądu, także skutkujących śmiercią ludzi.
Zjawisko występuje zwłaszcza w Hiszpanii i na wybrzeżach przy Morzu Śródziemnym, szczególnie pod koniec lata i na początku jesieni, gdy woda morska jest jeszcze ciepła, co sprzyja intensywnym opadom i ekstremalnym warunkom atmosferycznym.